# جامعة أوديسا الوطنية للاقتصاد
جامعة اوديسا الوطنية للأقتصاد مؤسسة تعليم عالي أوكرانية، (بالأوكرانية: Одеський національний економічний університет) هي جامعة تقع في أوديسا أوبلاست، أوكرانيا. تأسست هذه الجامعة في سنة 1921